# Frédérique Petrides
 (avril 2016).
Si vous disposez d'ouvrages ou d'articles de référence ou si vous connaissez des sites web de qualité traitant du thème abordé ici, merci de compléter l'article en donnant les références utiles à sa vérifiabilité et en les liant à la section « Notes et références ».
Frédérique Petrides (26 septembre 1903 – 12 janvier 1983) est une cheffe d'orchestre et violoniste belgo-américaine.

## Biographie
Frédérique Petrides a fondé l'Orchestrette Classique (en) à New York dont elle fut la cheffe d'orchestre.
Elle publiait Women in Music, un bulletin innovant mettant en exergue le travail des femmes musiciennes à travers les âges.